# Naomi Castle
Naomi Castle   (Sydney, 29 de maig de 1974) fou una jugadora de waterpolo australiana que va competir durant les dècades de 1990 i 2000.
El 2000 va prendre part en els Jocs Olímpics de Sydney, on guanyà la medalla d'or en la competició de waterpolo. Quatre anys més tard, als Jocs d'Atenes, fou quarta en aquesta mateixa competició. En el seu palmarès també destaca una medalla d'or a la Copa del Món de waterpolo de 1995.
El 2009 fou inclosa al Queensland Sport Hall of Fame.